# Elophos insignata
Elophos insignata är en fjärilsart som beskrevs av Kautz 1930. Elophos insignata ingår i släktet Elophos och familjen mätare. Inga underarter finns listade i Catalogue of Life.